# Ornithochorie

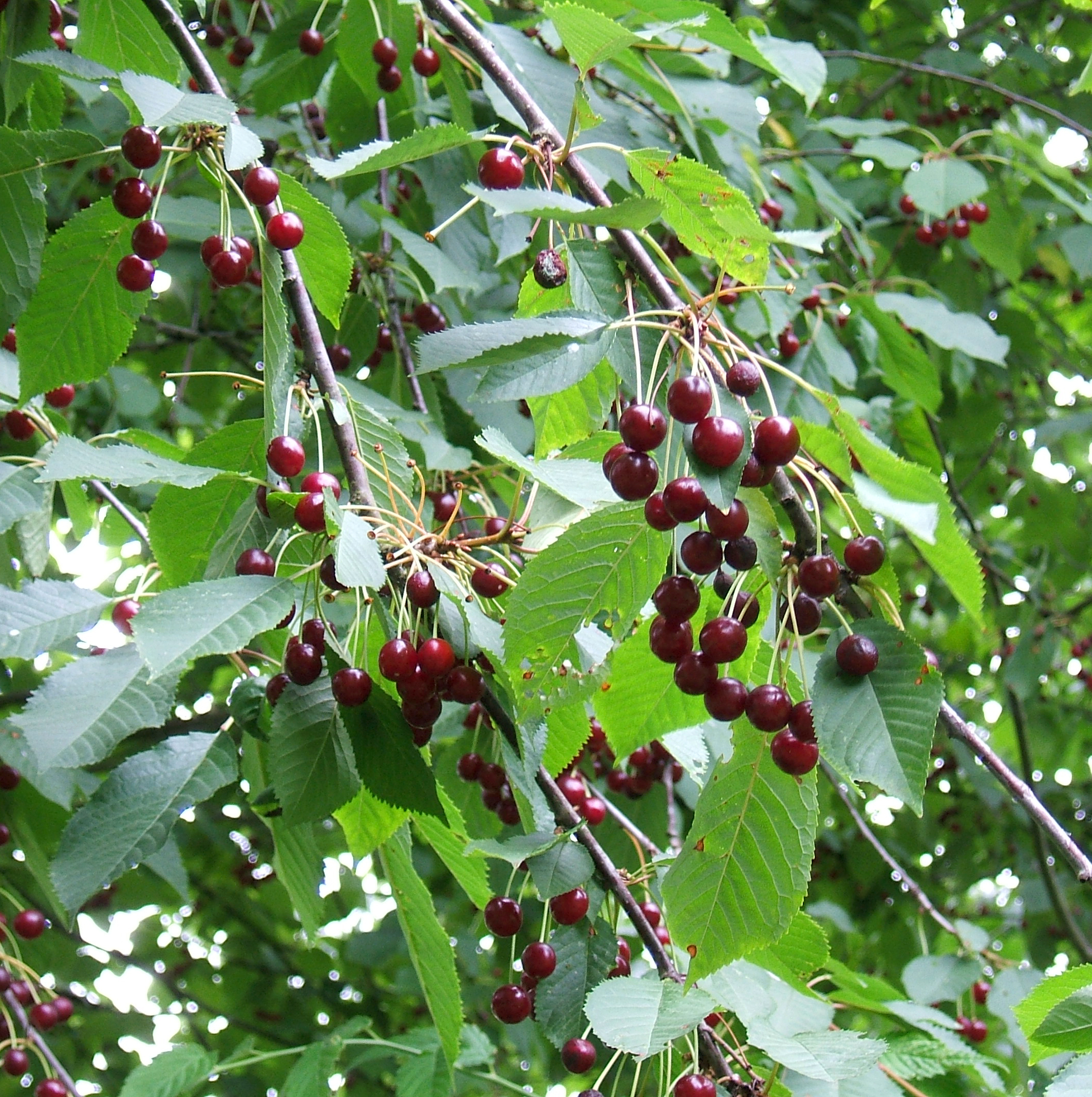
Die ornithochor ausgebreitete Vogel-Kirsche (Prunus avium)

Die Ornithochorie (altgr. ὄρνῑθ- [ornith-], Stamm von ὄρνις [ornis] : „Vogel“ – und χωρίς [choris]: ‚getrennt, gesondert‘ = Vogelausbreitung) ist ein Ausbreitungsmechanismus, bei dem Vögel die Rolle des Ausbreiters der Diasporen übernehmen.

## Anpassungen
Ähnlich wie bei der Tierbestäubung ist es auch bei der Tierausbreitung häufig zu einer Koevolution zwischen Pflanze und Ausbreiter gekommen, wobei die Spezialisierungen aufeinander hier meist weniger stark sind, da oft mehrere Ausbreitungsmechanismen parallel verwirklicht werden (Polychorie). Dennoch lassen sich einige gemeinsame Merkmale herausstellen.
Da Vögel einen ausgeprägten Sehsinn haben, sind die (generativen) Diasporen (Dies können Samen, Früchte, Sammelfrüchte oder Fruchtstände sein, s. u.) häufig rot, gelb oder glänzend schwarz, bilden also einen starken farblichen Kontrast zur Umgebung. Die Geruchsbildung der Diasporen ist hingegen meist weniger ausgeprägt. Außerdem verbleiben sie meist bei der Samenreife an der Sprossachse, sind weichschalig und klein bis mittelgroß.

## Ökologische Bedeutung
Vögel sind für die Samenausbreitung von großer Bedeutung. Allein in Mitteleuropa wurden 186 Holzpflanzenarten ermittelt, deren Diasporen ornithochor ausgebreitet werden.
Viele Vögel tragen dazu bei, indem sie (vor allem Eichelhäher und Tannenhäher) Diasporen als Vorrat verstecken, aber nicht alle Depots zur Ernährung nutzen (Versteckausbreitung). Dies ist unter anderem bei Eichen, Buchen, Haselarten und der Zirbelkiefer der Fall. Die genannten Vögel können auf diese Weise oft ganze Baumbestände begründen, die in der Forstwirtschaft als Hähersaaten bezeichnet werden.
Der größere Teil wird aber sicher durch Endochorie (Verdauungsausbreitung) ausgebreitet.
Insbesondere beim Neubesiedeln von durch Störungen (Brände, Überschwemmungen, Vulkanausbrüche u. a.) entstandenen Besiedlungslücken spielt die (endo-)ornithochore Ausbreitung eine große Rolle. Die Ausbreitungseinheiten kommen mit dem Vogelkot schnell an unbesiedelte Orte. Damit gehören diese Pflanzenarten neben den anemochoren Arten häufig zu den Pionierpflanzen und bilden damit das sogenannte Initialstadium der Sukzession. 
Auch Epiphyten (z. B. die Misteln) sind meist ornithochor, ihre Samen werden von den Vögeln mit ihrem Kot direkt an die Stellen gebracht, an die sie sich angepasst haben: hohe Verzweigungsstellen von Bäumen.
Insbesondere bei Moosen spielt die Ausbreitung durch Verwendung von Pflanzenteilen als Nistmaterial eine größere Rolle.

## Beispiele

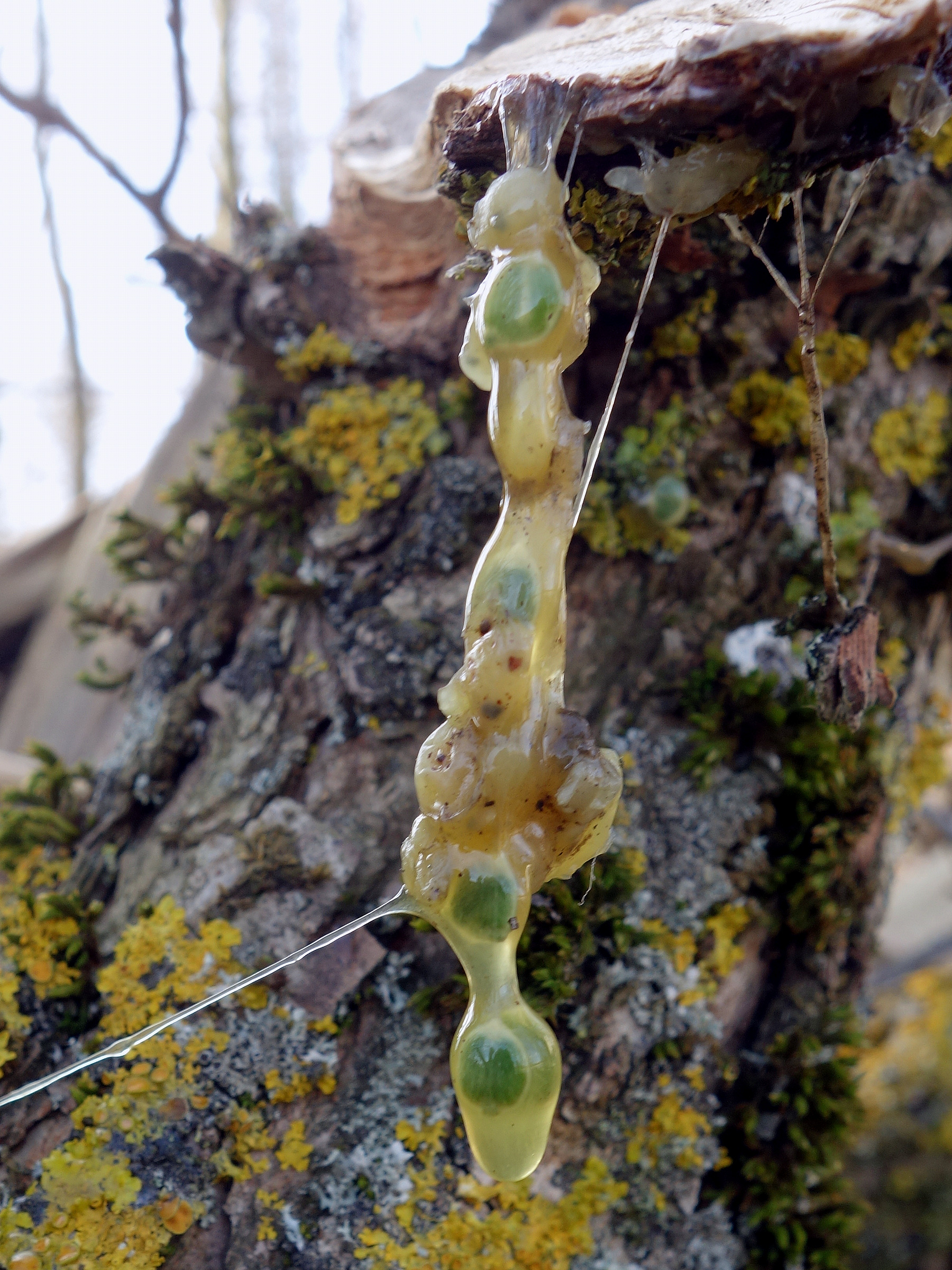
Ausgeschiedene Samen der Weißbeerigen Mistel

Beispiele für ornithochore Arten, die endochor ausgebreitet werden, sind:
- fleischige Samen als Diasporen
  - Die Gemeine Pfingstrose
  - Vertreter der Magnolien
- Steinfrüchte als Diasporen
  - Die Vogel-Kirsche
  - Vertreter der Ölbäume
  - Vertreter der Gattung Holunder
- Beeren als Diasporen
  - Vertreter der Drachenbäume
  - Vertreter der Gattung Liguster
  - Vertreter der Johannisbeeren
  - Vertreter der Weinreben
  - Vertreter der Misteln
  - Vertreter der Heidelbeeren
  - Tepin (die Urform der Paprika-Art Capsicum annuum)
- Sammelfrüchte als Diasporen
  - Vertreter der Rosen (Sammelnussfrüchte)
  - Vertreter der Gattung Rubus (Sammelsteinfrüchte)
  - Die Vogelbeere (Apfelfrucht)
- Fruchtverbände als Diasporen
  - Vertreter der Gattung der Maulbeeren